# Leif Linde
Leif Janne Linde, född 11 maj 1955 i Eda, är en svensk före detta partisekreterare för Socialdemokraterna och företagsledare.
Linde var förbundssekreterare i SSU 1984–1988, förbundssekreterare i ABF 1988–1994, partisekreterare i Sveriges socialdemokratiska arbetareparti 1994–1996, därefter generaldirektör i Ungdomsstyrelsen och mellan 2004 och 2006 VD för Konsumentföreningen Svea. Under perioden 2006 till 2012 var Leif Linde förbundsdirektör på Kooperativa Förbundet, KF. Under perioden 1 december 2012 till den 12 januari 2020 var han VD för Riksbyggen. Leif Linde var ordförande i  Kooperativa Förbundet år 2020-2024. Leif Linde är ordförande i Fonus, arbetsgivarföreningen Fremia och styrelseledamot i Folksam sak och Familjens Jurist. 